# Héléna Ciak
Héléna Ciak (Duinkerke, Hauts-de-France, 15 december 1989) is een Frans basketballer.

## Loopbaan
Ciak begon haar loopbaan in 2010 bij Roche Vendée. In 2011 ging ze naar Perpignan Méditerranée. In 2013 stapte ze over naar Lattes Montpellier. Met deze club werd ze Landskampioenschap van Frankrijk in 2014. In 2014 ging ze naar Tango Bourges Basket. Met deze club werd ze Landskampioenschap van Frankrijk in 2015. Ook won ze de EuroCup Women in 2016. Ze wonnen van ESB Villeneuve-d'Ascq uit Frankrijk met totaalscore van 105-93 over twee wedstrijden. In 2016 verhuisde ze naar Dinamo Koersk in Rusland. Met Dinamo won ze één keer de Beker van Rusland in 2018. Ook won ze de keer in de EuroLeague Women in 2017. Ze wonnen van Fenerbahçe uit Turkije met 77-63. Ook won ze de FIBA Europe SuperCup Women in 2017. In 2018 keerde ze terug naar Frankrijk om te spelen voor Lattes Montpellier. In 2019 ging ze naar LDLC ASVEL. Ze werd één keer Landskampioen van Frankrijk in 2023. Ook won ze de EuroCup Women in 2023. Ze wonnen van Galatasaray uit Turkije met een totaalscore van 180-113 over twee wedstrijden. Ze verloor de FIBA Europe SuperCup Women in 2023. Ze stopte in 2024 met basketbal.
Ciak won met het Frans basketbalteam de bronzen medaille bij de Olympische Spelen van 2020. Ze wonnen de kleine finale van Servië met 91-76.

## Erelijst
- Landskampioenschap Frankrijk (3):

Winnaar: 2014, 2015, 2023
- Bekerwinnaar Rusland (1):

Winnaar: 2018
- EuroLeague Women (1):

Winnaar: 2017
- EuroCup Women (2):

Winnaar: 2016, 2023
- FIBA Europe SuperCup Women (1):

Winnaar: 2017
Runner-up: 2023
- Olympische Spelen:

 2020
- Europees kampioenschap:

 2009,  2015, 2017, 2019, 2021